# Liste der Monuments historiques in Mousson
Die Liste der Monuments historiques in Mousson führt die Monuments historiques in der französischen Gemeinde Mousson auf.

## Liste der Immobilien
| Bezeichnung        | Beschreibung                                        | Standort                 | Kennzeichnung | Schutzstatus | Datum | Bild           |
| ------------------ | --------------------------------------------------- | ------------------------ | ------------- | ------------ | ----- | -------------- |
| Château de Mousson | Burgruine; im 13. Jahrhundert erbaut, 1633 zerstört | Rue des Templiers (Lage) | PA00106097    | Classé       | 1932  | weitere Bilder |

## Liste der Objekte
| Bezeichnung | Beschreibung                          | Standort                             | Kennzeichnung | Schutzstatus | Datum | Bild |
| ----------- | ------------------------------------- | ------------------------------------ | ------------- | ------------ | ----- | ---- |
| Taufbecken  | Stein, 12. Jahrhundert; 1914 zerstört | in der 1914 zerstörten Kirche (Lage) | PM54000501    | Classé       | 1886  |      |